# Eulogiusz (Hutczenko)
Eulogiusz, imię świeckie Jewhen Hutczenko (ur. 21 marca 1967 w Odessie) – biskup Ukraińskiego Kościoła Prawosławnego Patriarchatu Moskiewskiego.

## Życiorys
W 1992 ukończył seminarium duchowne w Odessie i rozpoczął studia na Moskiewskiej Akademii Duchownej, której dyplom uzyskał w 1999. Był już wtedy wykładowcą seminarium, którego był absolwentem (zatrudniony w 1991). 20 października 1991 arcybiskup odeski i izmaelski Łazarz  przyjął od niego wieczyste śluby zakonne, zaś 27 października tego samego roku wyświęcił go na hierodiakona. 19 sierpnia 1992 nowy metropolita odeski i izmaelski Agatangel (Sawwin) wyświęcił go na hieromnicha. Od 22 października 1994 ihumen.
Od 1994 do 1998 był dziekanem monasteru Zaśnięcia Matki Bożej w Odessie. 13 grudnia 1995 podniesiono go do godności archimandryty. Od 1998 był również rektorem seminarium duchownego w Odessie.
14 listopada 2007 otrzymał nominację na biskupa krzemieńczuckiego i chorolskiego. Uroczysta chirotonia miała miejsce 25 listopada tego samego roku. Od 8 maja 2008 jest przewodniczącym komisji teologicznej Ukraińskiego Kościoła Prawosławnego Patriarchatu Moskiewskiego. 17 listopada 2008 przeniesiony na katedrę sumską i achtyrską.
9 lipca 2013 podniesiony do godności arcybiskupa. 
17 sierpnia 2018 r. otrzymał godność metropolity.